# Jordan Crandall
Jordan Crandall (* 1958 in Detroit) ist ein US-amerikanischer Medienkünstler und Medientheoretiker.

## Leben und Werk
Crandall beschäftigt sich mit den kulturellen und politischen Dimensionen neuer Technologien. Er hält Vorträge und veröffentlicht zahlreiche Texte in Zeitschriften. Crandall hatte verschiedene Gastprofessuren an der University of California, San Diego, der École nationale supérieure des beaux-arts de Paris und der Columbia University inne.
Jordan Crandall ist beeinflusst von Paul Virilio, Henri Bergson, Michel Foucault, Gilles Deleuze and Félix Guattari. Thematische Ähnlichkeiten bestehen zu den Theorien von Brian Massumi, Bruno Latour und Donna Haraway.
Unter dem Namen Blast begann Jordan Crandall 1990 ein Projekt, das sich mit dem Wandel herkömmlicher Wahrnehmungs- und Rezeptionsmuster beim Lesen und Sehen beschäftigt. In der Rolle der X-Art Foundation erkundet er andere Formen der Autorenschaft, die im Zusammenhang mit neuen Technologien stehen.
Bekannte Arbeiten von Jordan Crandall sind Drive (1998–2000), Heatseeking (2000), Trigger (2002), Homefront (2005) und Unmanned (2011). Drive ist eine siebenteilige Videoinstallation, die traditionelle Filmtechnik mit militärischen Erkennungs- und Zielbearbeitungstechnologien verbindet.
Seine Arbeiten wurden international auf zahlreichen Einzel- und Gruppenausstellungen gezeigt. Crandall war 1997 Teilnehmer der documenta X.

## Auszeichnungen (Auswahl)
- 2011 Vilém Flusser Preis